# 阿久比町立英比小学校
阿久比町立英比小学校（あぐいちょうりつえいびしょうがっこう）は、愛知県知多郡阿久比町にある公立小学校である。

## 沿革
- 1873年（明治6年） - 総整学校として開校。
- 1876年（明治9年） - 坂部学校に改称する。
- 1884年（明治17年） - 卯坂学校に改称する。
- 1887年（明治20年） - 草木尋常小学校に統合され、草木尋常小学校卯坂分教場となる。
- 1892年（明治25年） - 独立し、卯坂尋常小学校となる。
- 1907年（明治40年） - 統合により、阿久比第二尋常小学校となる。統合校舎は無く、卯坂、福山、草木に分教場を設置。
- 1908年（明治41年） - 草木分教場が阿久比第三尋常小学校として独立する。
- 1909年（明治42年） - 現在地に統合校舎が完成。卯坂、福山分教場を廃止。
- 1910年（明治43年） - 阿久比第二尋常高等小学校に改称する。
- 1941年（昭和16年） - 第二国民学校に改称する。
- 1947年（昭和22年） - 阿久比村立第二小学校に改称する。
- 1948年（昭和23年） - 阿久比村立英比小学校に改称する。
- 1953年（昭和28年） - 阿久比町立第二小学校に改称する。
- 1961年（昭和36年） - 新校舎（鉄筋コンクリート造）が完成する。
- 1966年（昭和41年） - 校舎を増築する。
- 1972年（昭和47年） - 校舎を増築する。
- 1974年（昭和49年） - 校舎を増築する。
- 1976年（昭和51年） - 屋内運動場が完成する。
- 1978年（昭和53年） - プールが完成する。
- 1989年（平成元年） - 運動場拡張工事が完成する。
- 2007年（平成19年） - 新屋内運動場が完成し、旧屋内運動場を廃止。

## 学校

### 進学
- 公立中学校に進学する場合、阿久比町立阿久比中学校に進学する。[1]

### 校訓
正しく 強く おおらかに

### 隣校
- 阿久比町立草木小学校
- 阿久比町立東部小学校
- 阿久比町立南部小学校

### 校区
板山、福住、福住園高台、阿久比団地、白沢、白沢台、卯之山、坂部、巽ヶ丘(行政区別)< 阿久比町

### 交通アクセス
- 最寄り駅 名古屋鉄道坂部駅（河和線）